# Dissociazione indotta da collisione
In spettrometria di massa tandem, la dissociazione indotta da collisione (collision-induced dissociation, CID in inglese) o dissociazione attivata da collisione (collision-activated dissociation, CAD in inglese), è un meccanismo di frammentazione degli ioni in fase gas.  Gli ioni sono generalmente accelerati nel vuoto da un potenziale elettrico e fatti collidere con molecole neutre in fase gas (solitamente elio, azoto o argon). Nella collisione una parte dell'energia cinetica è convertita in energia interna e ciò fa sì che si rompano uno o più legami e lo ione sia frammentato. I frammenti sono inviati in uno spettrometro di massa.